# Earl of Ilchester

Wappen des Earl of Ilchester

Earl of Ilchester war ein erblicher britischer Adelstitel in der Peerage of Great Britain.
Familiensitz der Earls ist Melbury House in Melbury Sampford bei Evershot in Dorset.

## Verleihung und nachgeordnete Titel
Der Titel wurde am 17. Juni 1756 von König Georg II. für den Unterhausabgeordneten Stephen Fox, 1. Baron Ilchester geschaffen. Bereits am 11. Mai 1741 war er zum Baron Ilchester, of Ilchester in the County of Somerset, and of Woodford Strangways in the County of Dorset, sowie am 12. Januar 1747 zum Baron Ilchester and Stavordale, of Redlynch in the County of Somerset, erhoben worden. 1758 nahm er den zusätzlichen Nachnamen Strangways an, den Mädchennamen seiner Großmutter mütterlicherseits. Die Titel der Verleihungen von 1741 und 1756 wurden mit dem besonderen Vermerk verliehen, dass sie in Ermangelung männlicher Erben auch an seinen jüngeren Bruder Henry Fox (der spätere 1. Baron Holland) vererbbar seien.
Heute hat sein Ur-ur-ur-ur-urenkel Robin Fox-Strangways die Titel inne. Die Nachkommenlinie des Henry Fox ist hingegen 1857 erloschen.
Der älteste Sohn des jeweils amtierenden Earls führt als Titelerbe (Heir apparent) den Höflichkeitstitel Lord Stavordale.

## Liste der Earls of Ilchester (1756)
- Stephen Fox-Strangways, 1. Earl of Ilchester (1704–1776)
- Henry Fox-Strangways, 2. Earl of Ilchester (1747–1802)
- Henry Fox-Strangways, 3. Earl of Ilchester (1787–1858)
- William Fox-Strangways, 4. Earl of Ilchester (1795–1865)
- Henry Fox-Strangways, 5. Earl of Ilchester (1847–1905)
- Giles Fox-Strangways, 6. Earl of Ilchester (1874–1959)
- Henry Fox-Strangways, 7. Earl of Ilchester (1905–1964)
- Walter Fox-Strangways, 8. Earl of Ilchester (1887–1970)
- Maurice Fox-Strangways, 9. Earl of Ilchester (1920–2006)
- Robin Fox-Strangways, 10. Earl of Ilchester (* 1942)

Heir apparent ist der Sohn des aktuellen Titelinhabers Simon Fox-Strangways, Lord Stavordale (* 1972).